# SN 1997aq
SN 1997aq – supernowa odkryta 5 marca 1997 roku w galaktyce A134709+0227. W momencie odkrycia miała maksymalną jasność 24,30m.